# Дубовое (Закарпатская область)
Дубово́е (укр. Дубове) — посёлок городского типа  в Тячевском районе Закарпатской области Украины. Административный центр Дубовской поселковой общины.
Находится на автомобильной трассе. К востоку от посёлка примерно в 8 км расположена гора Апецка.

## Население
Численность населения на 1 января 2013 года составляла 9 775 человек.

### Языковой состав
Родной язык населения по данным переписи 2001 года:
| Язык       | Численность, чел. | Доля     |
| ---------- | ----------------- | -------- |
| Украинский | 9 084             | 98,09 %  |
| Русский    | 139               | 1,50 %   |
| Другое     | 38                | 0,41 %   |
| Итого      | 9 261             | 100,00 % |

В настоящее время украинский язык является официальным и основным языком посёлка.

## История
В 1977 году в Дубовом были открыты восьмилетняя школа № 1 и музыкальная школа.
В 1978 году в Дубовом был открыт Закарпатский машиностроительный техникум.
В 1984 году инженер А. Мельник из п. Дубовое Закарпатской области построил с использованием агрегатов «запорожца» легковой спортивный автомобиль «Спорт-1100» со стеклопластиковым кузовом, который был представлен на ВДНХ-1984 в Киеве и занял первое место среди представленных самодельных спортивных автомобилей.
В 1987 году здесь было создано Закарпатское вертолётное производственное объединение (опытный завод ОКБ Туполева).
В 2001  году присвоен статус посёлка городского типа Дубовое

## Галерея

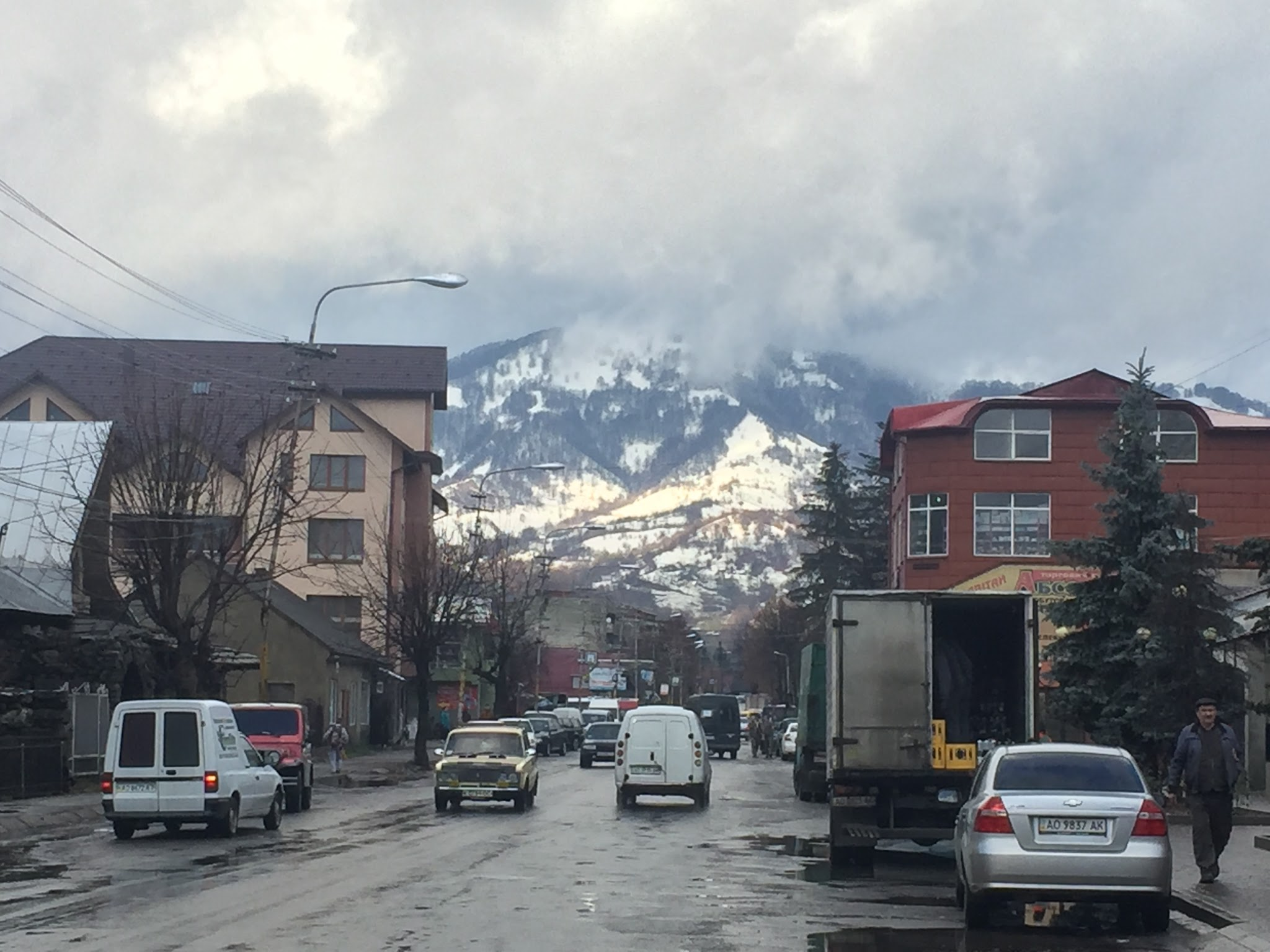
Зима в Дубовом
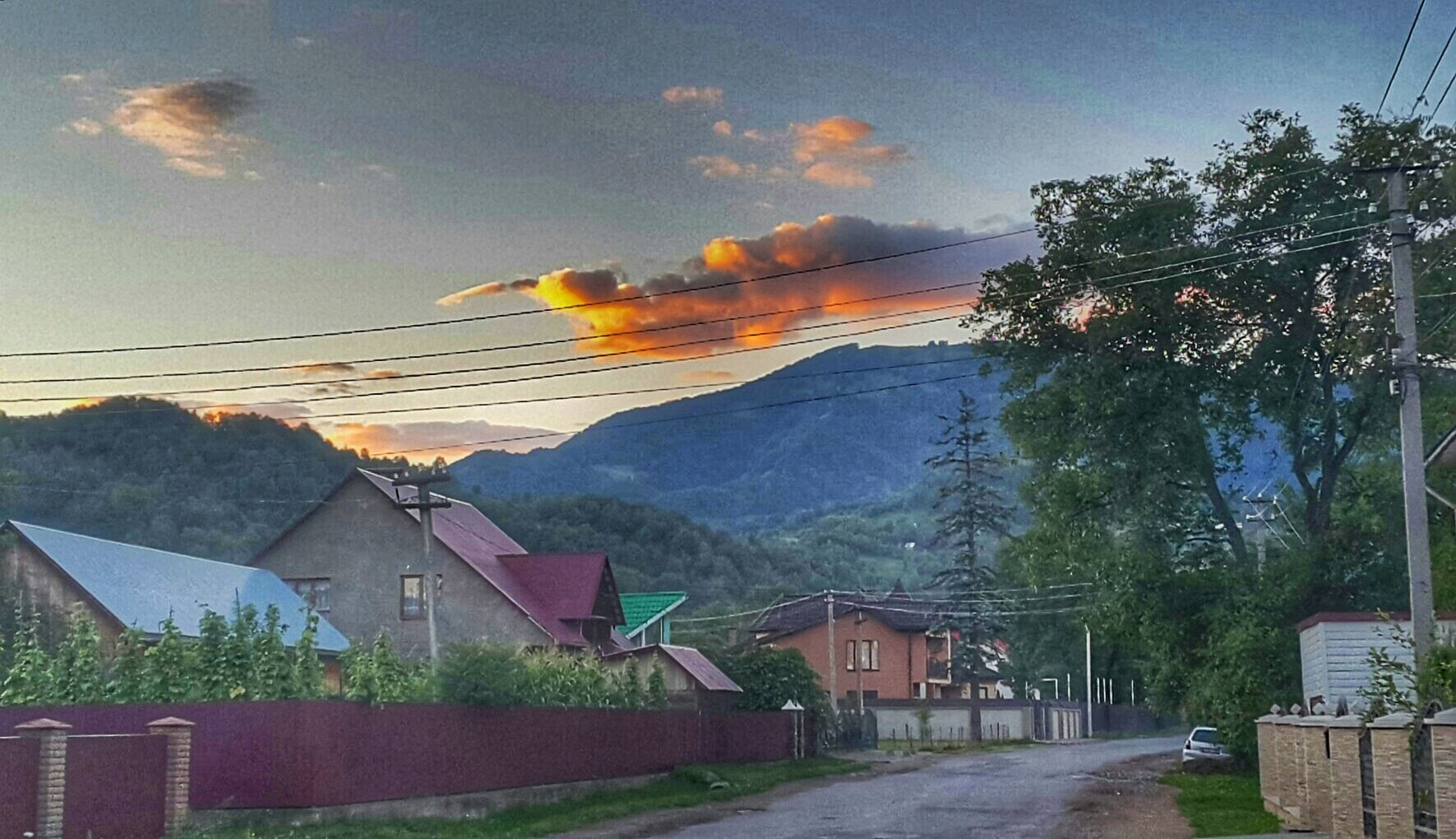
Вид на гору Кобылу
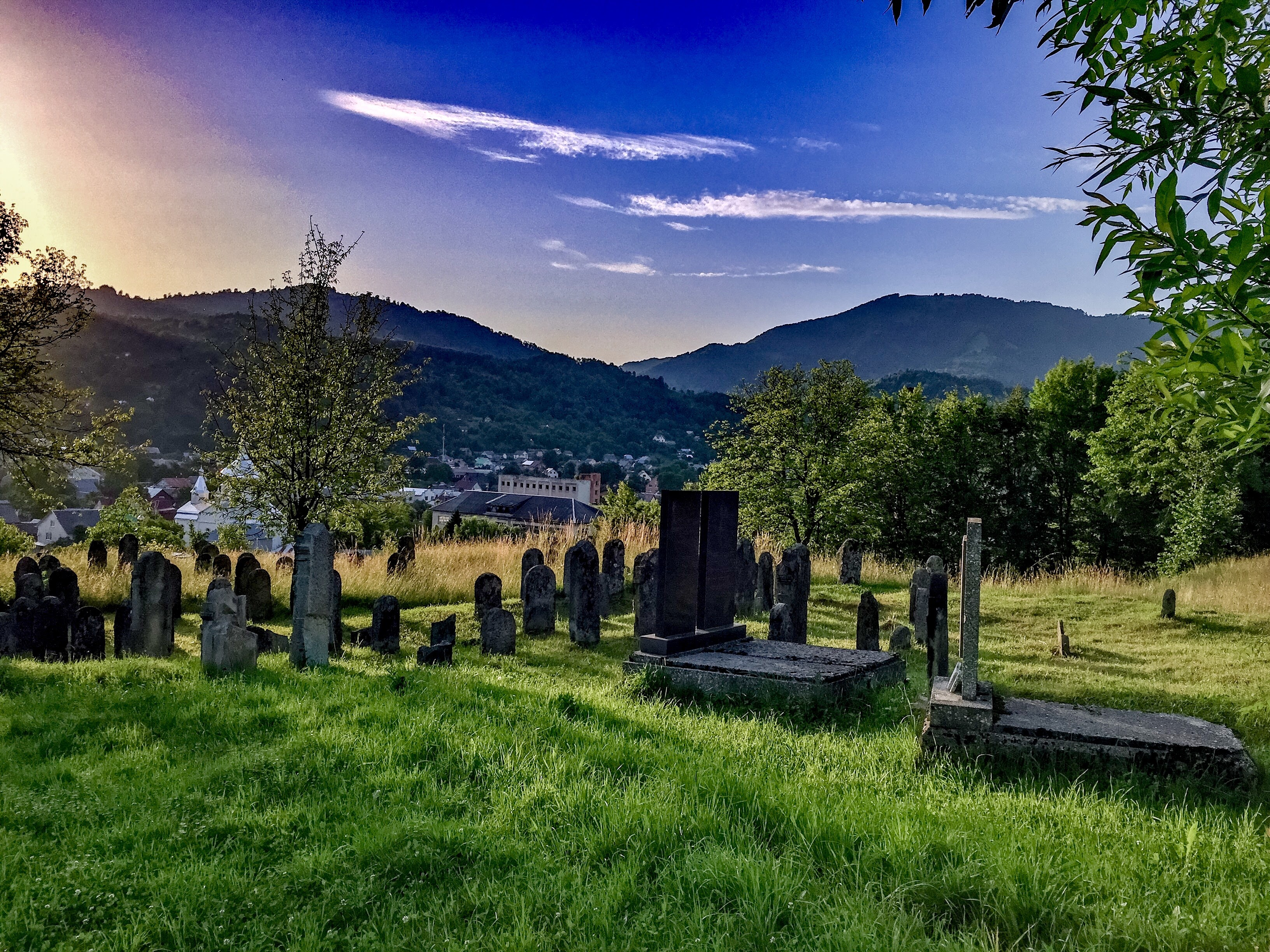
Старое еврейской кладбище